# Karl-Evert Englund
Karl Evert (Karl-Evert) Englund, född 14 augusti 1933 i Lits församling i Jämtlands län, död 22 november 2023 i Brunflo distrikt i Jämtlands län, var en svensk militär.

## Biografi
Englund avlade officersexamen vid Krigsskolan 1956 och utnämndes samma år till fänrik i armén, varefter han befordrades till kapten vid Jämtlands fältjägarregemente 1964. År 1970 blev han avdelningschef vid staben i Nedre Norrlands militärområde. Han befordrades till major 1972 och till överstelöjtnant 1974. Åren 1976–1977 var han chef för FN-bataljonen 64M. Han befordrades 1979 till överste och var 1979–1983 samt 1984–1985 ställföreträdande chef för Jämtlands fältjägarregemente, tillika ställföreträdande befälhavare för Jämtlands försvarsområde. Åren 1983–1984 var han chef för regementet, tillika befälhavare för försvarsområdet. Han befordrades 1985 till överste av första graden och var 1985–1987 militärområdesinspektör i Nedre Norrlands militärområde och chef för 12. arméfördelningen. Åren 1987–1991 var han chef för Hälsinge regemente, tillika befälhavare för Gävleborgs försvarsområde. Han var 1991–1994 försvarsattaché vid ambassaden i Moskva.

### Utmärkelser
- Riddare av Svärdsorden, 1974.[5]